# Prostitución en Guyana

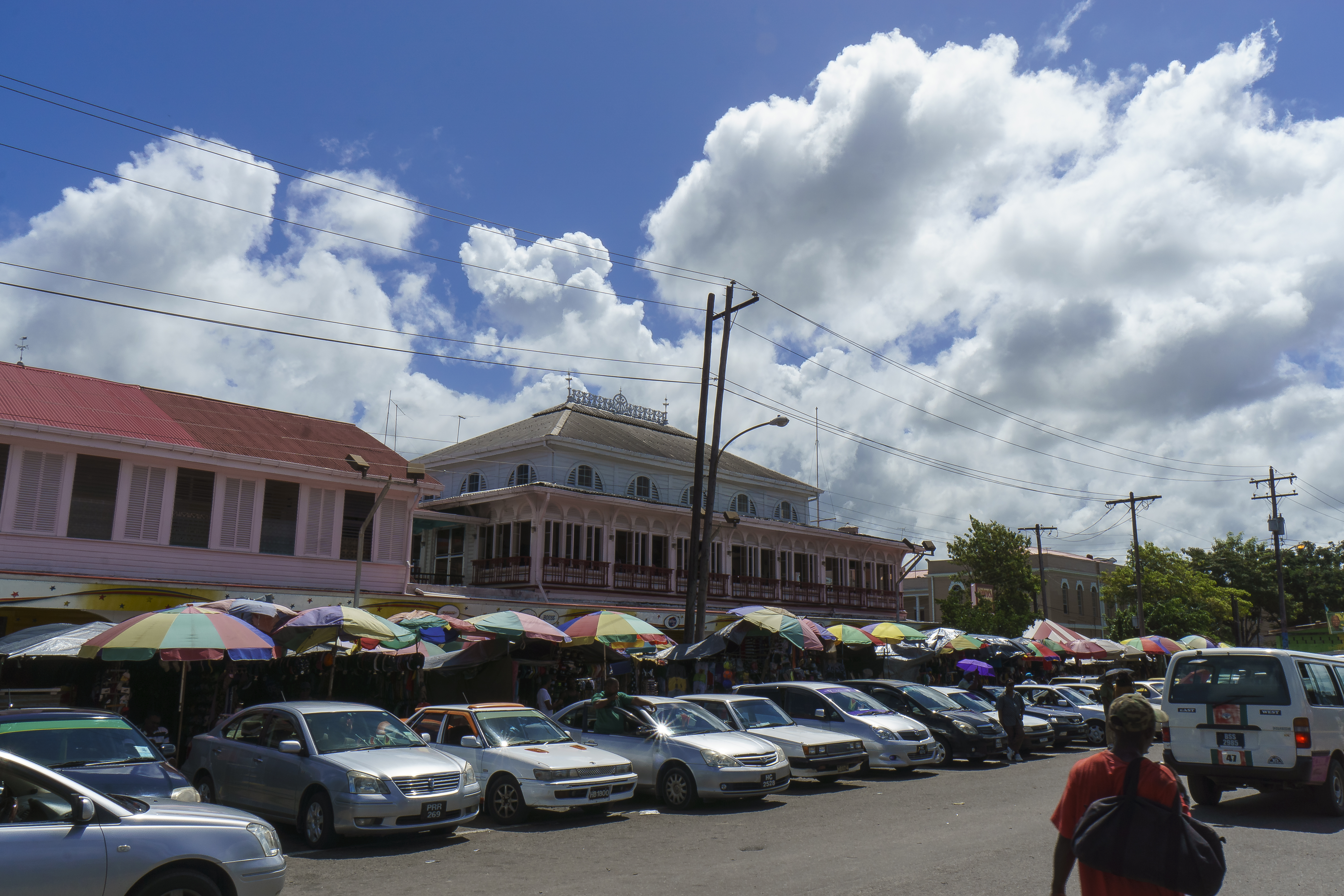
La capital de Guyana, Georgetown, es uno de los puntos principales de la prostitución del país caribeño.

La prostitución en Guyana es ilegal pero está muy extendida, especialmente en las zonas turísticas. Las leyes que tratan la cuestión de la prostitución es anticuada y hay que retraerse hasta la época colonial. La aplicación de la ley es inconsistente y las trabajadoras del sexo denuncian violencia y abusos por parte de la policía. Muchas recurren a la prostitución por razones económicas y por la falta de otras oportunidades de trabajo. La prostitución sigue recibiendo mayor atención pública debido a la alta incidencia del VIH/sida entre las prostitutas. La prostitución en el país se divide en tres tipos: "en la parte alta", al servicio de clientes adinerados, "en el centro", al servicio de las clases trabajadoras, y en los sitios mineros: "uptown", al servicio de los clientes adinerados, "downtown", al servicio de las clases trabajadoras, y sitios mineros. ONUSIDA estima que hay 6 000 prostitutas en el país.
A menudo, las prostitutas alquilan habitaciones en hoteles y captan clientes en el bar del mismo o fuera de estos recintos. Las bailarinas de los establecimientos de striptease y baile erótico a veces pueden también ofrecer sus servicios sexuales como actividad secundaria.
En la capital, Georgetown, las prostitutas a veces visitan cargueros amarrados, con permiso del capitán, para atender a las tripulaciones.

## Situación legal
La prostitución no está específicamente prohibida por la legislación guyanesa, pero se interpreta que la «molestia común» del artículo 356 de la Ley de Derecho Penal (Delitos) de 1893 incluye la prostitución. El artículo 357 declara ilegal mantener o gestionar un "burdel común".
Título 26 - Molestias, casas de citas
- 356. Toda persona que cometa cualquier alteración del orden público que ponga en peligro la vida, la seguridad o la salud del público, o que cause daños a la persona de cualquier individuo, será culpable de un delito menor y podrá ser castigada con una pena de prisión de dos años.
- 357. Toda persona que:
  - (a) mantenga o administre una casa de citas común; o
  - (b) mantenga o administre una casa común mal gobernada o desordenada;

será culpable de un delito menor y podrá ser castigado con una pena de prisión de dos años.
Ley de Derecho Penal (Delitos) (nº 18 de 1893)
La Ley de Lucha contra la Trata de Personas de 2005 prohíbe todas las formas de trata y prescribe penas suficientemente severas que van de los tres años a la cadena perpetua.

## Llamamientos a la despenalización
En 2014, la organización de trabajadoras sexuales Guyana Sex Worker Coalition y varias ONG pidieron la legalización de la prostitución y la regularización del trabajo sexual. El objetivo era acabar con la discriminación y los abusos hacia las trabajadoras sexuales y darles pleno acceso a los servicios de salud. Entre las organizaciones estaban Youth Challenge Guyana y la Sociedad contra la Discriminación por Orientación Sexual.

## Influencia en la minería
En el interior de Guyana existe una industria de extracción de oro. Las mujeres, a menudo procedentes de pueblos cimarrones y amerindios, acuden a la zona para satisfacer las necesidades sexuales de los mineros. Las mujeres trabajan en "kiamoos", estructuras temporales de madera, zinc o lona, que consisten en una serie de habitaciones, lo suficientemente grandes para una cama, donde las mujeres viven y entretienen a los clientes. Las mujeres de la costa también viajan a las minas, normalmente por un periodo de dos o tres meses. Cuando hay un "shout" (hallazgo importante), aumenta el número de prostitutas en torno a esa mina.
También hay minas de bauxita y diamantes en el país, que atraen a prostitutas. Sin embargo, el declive de la industria de la bauxita a principios de la década de 2000, con la consiguiente reducción del empleo y del poder adquisitivo de los hombres, provocó un gran descenso del número de trabajadoras del sexo en torno a estas minas.
Hay indicios de trata de mujeres para trabajar como prostitutas en las minas.

## VIH
El VIH es un problema en el país. No obstante, los avances ejercidos por los distintos gobiernos y las organizaciones internacionales han permitido una mejora de dicha situación, controlándose su propagación. La epidemia alcanzó su punto álgido en torno a 2006, y en 2016 se estimaba que el 1,6 % de la población adulta estaba afectada. Entre otras medidas, como la educación sobre el VIH, se ha iniciado un programa de distribución de preservativos. Las trabajadoras del sexo son un grupo de alto riesgo. La incidencia del VIH entre las trabajadoras del sexo ha disminuido con los años: 47 % en 1997, 27 % en 2004, 16 % en 2010 y 6,1 % en 2016.

## Tráfico sexual
Guyana es país de origen y destino de hombres, mujeres y niños víctimas del tráfico sexual. Las mujeres y niños tanto nacionales como extranjeras procedentes de Brasil, República Dominicana, Surinam y Venezuela son víctimas del tráfico sexual en comunidades mineras del interior del país y en zonas urbanas. Aunque el tráfico sexual se produce en las zonas del interior del país, la limitada presencia y actuación del gobierno en la misma hace que se desconozca el alcance total del tráfico. Los niños son especialmente vulnerables al tráfico sexual. Los ciudadanos guyaneses son víctimas del tráfico sexual en Jamaica, Surinam y otros países del Caribe. Algunos agentes de policía son cómplices de los delitos de trata, y la corrupción obstaculiza los esfuerzos contra el tráfico.
En 2017, la Oficina de Vigilancia y Lucha contra la Trata de Personas del Departamento de Estado de los Estados Unidos elevó a Guyana de un país de "nivel 2" a un país de "nivel 1" luego de que los gobiernos de Guyana aumentaran sus esfuerzos para combatir la trata de personas.